# Thuốc kích dục
Thuốc kích dục là một chất làm tăng ham muốn tình dục, khoái cảm tình dục hoặc hành vi tình dục. Các chất kích dục từ nhiều loại thực vật, gia vị, thực phẩm và hóa chất tổng hợp. Do đó, chúng có thể được phân loại theo tính chất hóa học của chúng (tức là các chất tự nhiên và không tự nhiên). Thuốc kích dục tự nhiên như rượu được phân loại thành các chất có nguồn gốc từ thực vật và không có nguồn gốc thực vật. Thuốc kích dục không tự nhiên như thuốc lắc được phân loại là những loại được sản xuất để bắt chước một chất tự nhiên. Thuốc kích dục cũng có thể được phân loại theo loại hiệu ứng của chúng (ví dụ, tâm lý hoặc sinh lý). Thuốc kích dục có chứa các đặc tính gây ảo giác như Bufo cóc có tác dụng tâm lý đối với một người có thể làm tăng ham muốn tình dục và khoái cảm tình dục. Thuốc kích thích tình dục có chứa các đặc tính thư giãn cơ trơn như yohimbine có tác dụng sinh lý đối với một người có thể ảnh hưởng đến mức độ hormone và tăng lưu lượng máu.
Các chất chỉ ảnh hưởng đến hành vi của một người dễ bị ảnh hưởng bởi giả dược. Hiệu ứng giả dược được định nghĩa là niềm tin mạnh mẽ thể hiện chính họ và do đó bị hiểu sai để xác nhận dương tính giả. Người ta thường thấy hiệu ứng giả dược trong cuộc tranh luận về lý do tại sao thuốc kích thích tình dục hoạt động; những người tranh luận về hiệu ứng giả dược nói rằng các cá nhân muốn tin vào hiệu quả của chất này. Các chất khác cản trở các khu vực mà thuốc kích thích tình dục nhằm mục đích tăng cường được phân loại là phản vệ.
Cả nam và nữ đều có thể được hưởng lợi từ việc sử dụng thuốc kích thích tình dục, nhưng họ tập trung nhiều hơn vào nam giới vì đặc tính của họ có xu hướng làm tăng nồng độ testosterone hơn là nồng độ estrogen. Điều này một phần là do bối cảnh lịch sử của rệp vừng, chỉ tập trung vào con đực. Chỉ có sự chú ý gần đây đã được trả tiền để hiểu làm thế nào thuốc kích thích tình dục có thể hỗ trợ chức năng tình dục nữ. Ngoài ra, ảnh hưởng văn hóa trong hành vi tình dục phù hợp từ nam và nữ cũng đóng một phần trong khoảng cách nghiên cứu.

## Lịch sử
Trong suốt lịch sử loài người, thực phẩm, đồ uống và hành vi đã có tiếng là làm cho tình dục trở nên dễ đạt được và/hoặc dễ chịu hơn. Tuy nhiên, từ quan điểm lịch sử và khoa học, kết quả bị cáo buộc có thể chủ yếu là do người dùng của họ tin rằng chúng sẽ có hiệu quả (hiệu ứng giả dược). Tương tự như vậy, nhiều loại thuốc được báo cáo ảnh hưởng đến ham muốn tình dục theo những cách không nhất quán hoặc vô căn: tăng cường hoặc làm giảm ham muốn tình dục tổng thể tùy thuộc vào tình huống của đối tượng. Ví dụ, Bupropion (Wellbutrin) được biết đến như một loại thuốc chống trầm cảm có thể chống lại các thuốc chống trầm cảm đồng quy định khác có tác dụng làm giảm ham muốn tình dục. Tuy nhiên, vì Wellbutrin chỉ làm tăng ham muốn trong trường hợp đặc biệt mà nó đã bị suy yếu bởi các loại thuốc liên quan, nên nó thường không được phân loại là thuốc kích thích tình dục.
Các nền văn minh cổ đại như văn hóa Trung Quốc, Ấn Độ, Ai Cập, La Mã và Hy Lạp tin rằng một số chất có thể cung cấp chìa khóa để cải thiện ham muốn tình dục, khoái cảm tình dục và/hoặc hành vi tình dục. Điều này rất quan trọng vì một số đàn ông bị rối loạn cương dương và không thể sinh sản. Những người đàn ông không thể có gia đình lớn hoặc không thể thụ thai được coi là một thất bại, trong khi những người đàn ông có khả năng thụ thai và do đó có gia đình lớn được tôn trọng gây ra nhu cầu lớn về giải pháp. Những người khác đã không phải chịu đựng các cải tiến hiệu suất mong muốn này. Bất kể việc sử dụng của họ, những chất này đã trở nên phổ biến và bắt đầu được ghi nhận với thông tin được truyền qua nhiều thế hệ. Các nền văn hóa Ấn Độ giáo đã viết những bài thơ có niên đại khoảng năm 2000 đến 1000 TCN nói về các chất tăng cường hiệu suất, thành phần và mẹo sử dụng. Văn hóa Trung Quốc đã viết văn bản về thuốc kích dục từ năm 2697 đến 2595 TCN. Các nền văn hóa La Mã và Trung Quốc đã ghi nhận niềm tin của họ vào phẩm chất kích thích tình dục ở cơ quan sinh dục động vật trong khi Ai Cập đã viết các mẹo để điều trị rối loạn cương dương.
Long diên hương, Bufo cóc, yohimbine, dâm dương hoắc, nhân sâm, rượu và thức ăn được ghi lại trong các văn bản này có chứa phẩm chất kích thích tình dục. Trong khi nhiều loại thực vật, chiết xuất hoặc hormone sản xuất đã được đề xuất như thuốc kích thích tình dục, có rất ít bằng chứng lâm sàng chất lượng cao cho hiệu quả hoặc an toàn lâu dài của việc sử dụng chúng.

## Các loại

### Long diên hương

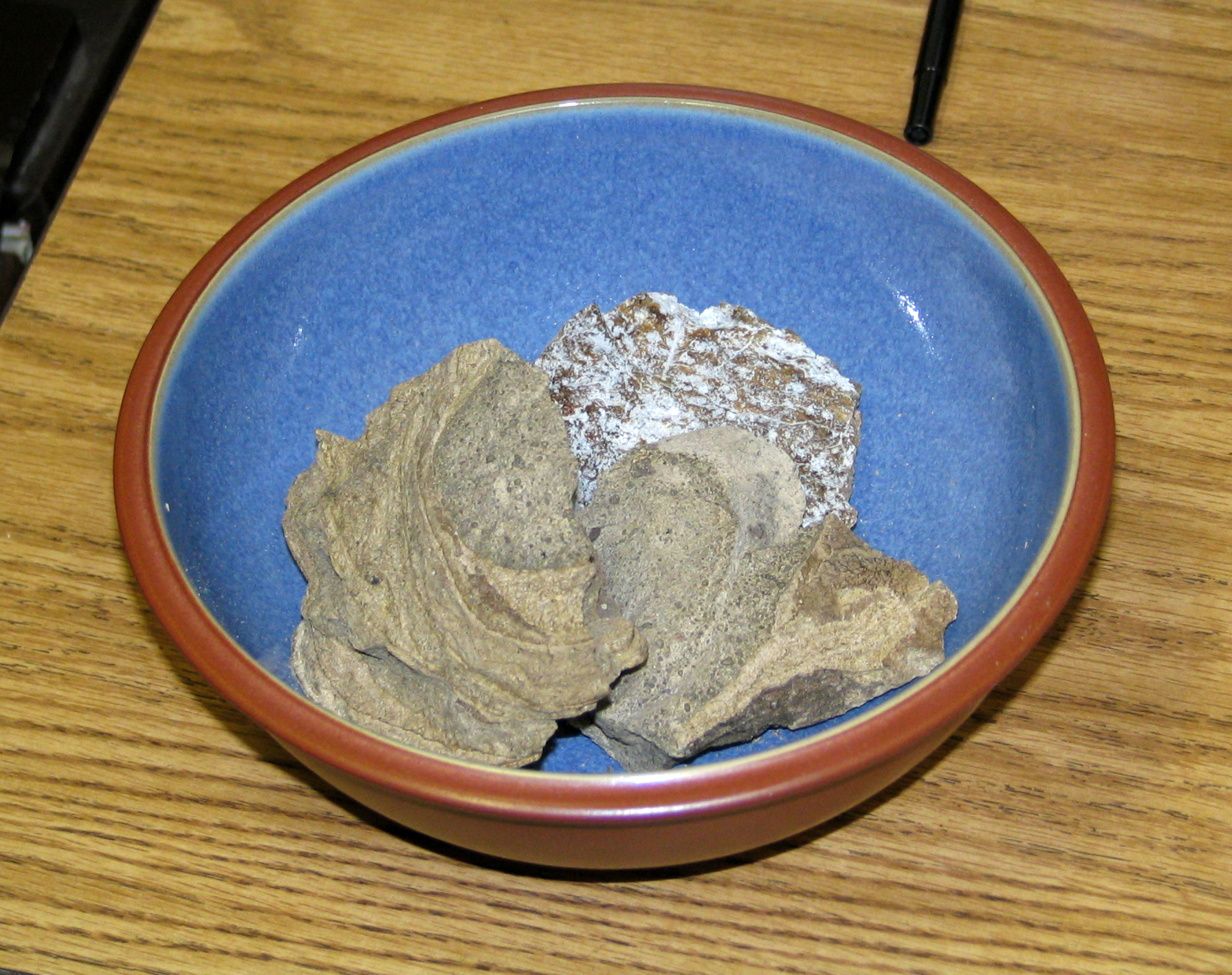
Long diên hương

Long diên hương được tìm thấy trong ruột của cá nhà táng. Nó thường được sử dụng trong các nền văn hóa Ả Rập như một loại thuốc giảm đau đầu hoặc như một chất tăng cường hiệu suất. Cấu trúc hóa học của long diên hương đã cho thấy làm tăng nồng độ testosterone kích hoạt ham muốn tình dục và hành vi tình dục trong các nghiên cứu trên động vật. Nghiên cứu sâu hơn về chất này là cần thiết để biết tác dụng đối với con người.

### Bufo cóc
Bufo cóc được tìm thấy trong da và tuyến của cóc Bufo. Nó thường được sử dụng trong văn hóa Tây Ấn và Trung Quốc. Các nền văn hóa Tây Ấn sử dụng nó như một loại thuốc kích thích tình dục gọi là 'Đá tình yêu'. Các nền văn hóa Trung Quốc sử dụng cóc Bufo làm thuốc trợ tim gọi là Chan su. Nghiên cứu cho thấy nó có thể có tác động tiêu cực đến nhịp tim.

### Yohimbine

Cấu trúc hóa học Yohimbine

Yohimbine là một chất được tìm thấy trong vỏ cây yohim ở Tây Phi và do đó, có nguồn gốc từ thực vật. Theo truyền thống, nó được sử dụng trong các nền văn hóa Tây Phi, trong đó vỏ cây sẽ được đun sôi và nước được uống cho đến khi tác dụng của nó cho thấy lợi ích đã được chứng minh trong việc tăng ham muốn tình dục. Nó hiện đã được Cục Quản lý Thực phẩm và Dược phẩm phê duyệt và có thể được kê toa cho rối loạn chức năng tình dục ở Hoa Kỳ và Canada. Nó cũng được tìm thấy trong các sản phẩm y tế không kê đơn. Cấu trúc hóa học của yohimbine là một alcaloid indole có chứa chất ức chế thụ thể adrenergic. Thuốc chẹn này ảnh hưởng đến hệ thần kinh trung ương, hệ thần kinh tự trị và mô dương vật và tế bào cơ trơn mạch máu giúp nam giới có vấn đề về sinh lý và điều trị rối loạn cương dương do tâm lý. Các tác dụng phụ được biết đến bao gồm buồn nôn, lo lắng, nhịp tim không đều và bồn chồn.

### Dâm dương hoắc
Dâm dương hoắc (Epimedii herba) được sử dụng trong y học dân gian Trung Quốc. Nó được sử dụng để điều trị các điều kiện y tế và cải thiện ham muốn tình dục, khoái cảm tình dục và/hoặc hành vi tình dục. Cỏ dê sừng có chứa icariin, một glycoside flavanol. Icariin đã được chứng minh là cải thiện quy định hormone cùng với các lợi ích khác.
Các nghiên cứu trên động vật cho thấy mối tương quan tích cực của loại cỏ này với phẩm chất kích thích tình dục, nhưng cần nghiên cứu thêm để biết tác dụng đối với con người.

### Rượu và cần sa

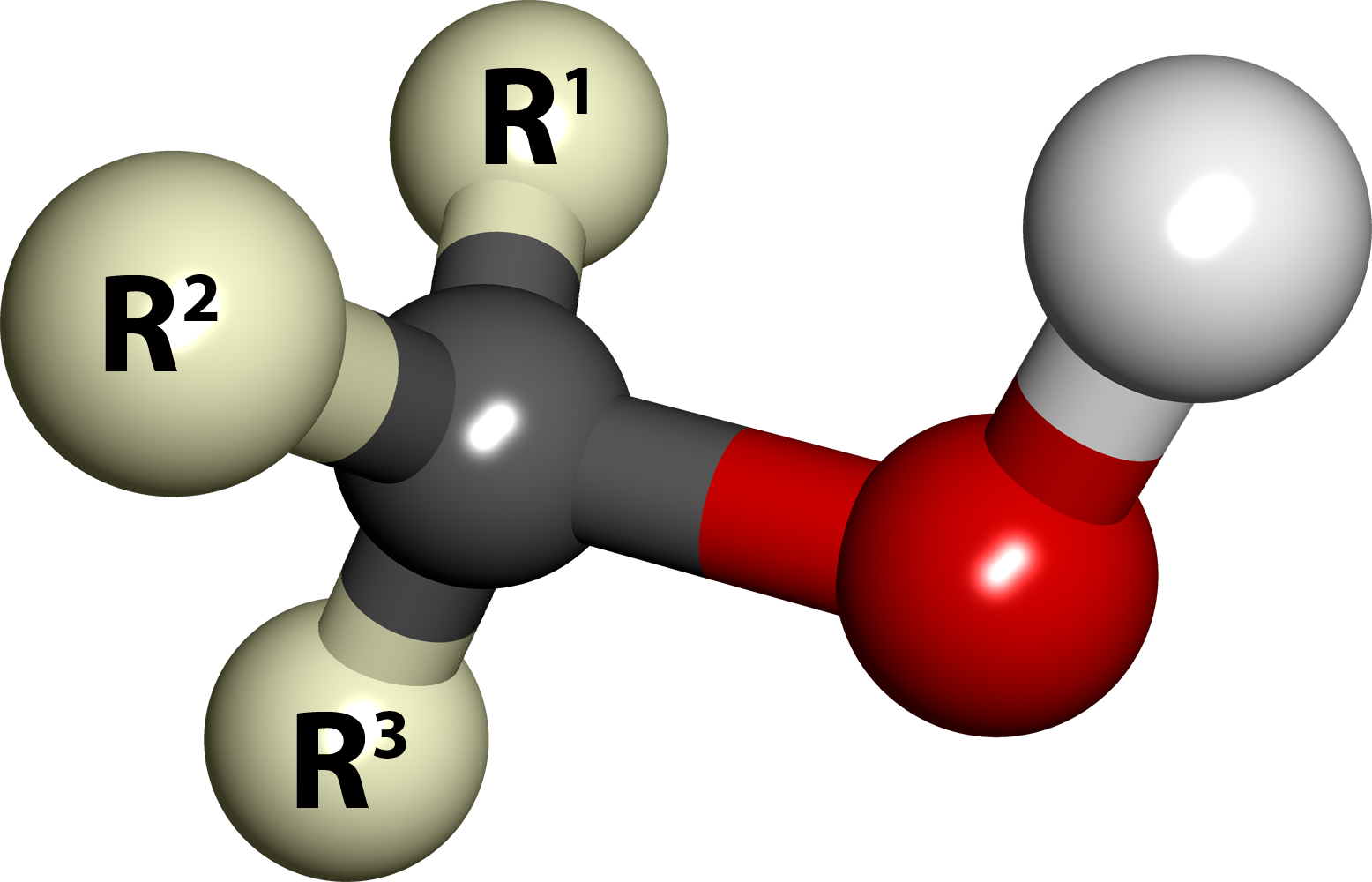
Phân tử rượu

Rượu đã được liên kết như một chất kích thích tình dục do tác dụng của nó như là một thuốc ức chế hệ thần kinh trung ương. Người trầm cảm có thể làm tăng ham muốn tình dục và hành vi tình dục thông qua việc làm giảm bớt lo ngại. Rượu ảnh hưởng đến con người cả về sinh lý và tâm lý, và do đó rất khó để xác định chính xác cách mọi người trải qua các tác động kích thích tình dục của nó (tức là chất lượng kích thích tình dục hoặc hiệu ứng mong đợi). Rượu được uống với số lượng vừa phải có thể làm tăng ham muốn tình dục trong khi uống với số lượng lớn hơn có liên quan đến khó đạt được khoái cảm tình dục. Tiêu thụ rượu mãn tính có liên quan đến rối loạn chức năng tình dục. Các báo cáo cần sa được trộn lẫn với một nửa số người dùng cho rằng sự gia tăng ham muốn tình dục và khoái cảm tình dục trong khi nửa còn lại báo cáo không có tác dụng. Tính làm căng thẳng, tiêu thụ và nhạy cảm cá nhân của cần sa được biết đến như là các yếu tố ảnh hưởng đến kết quả.

### Thức ăn

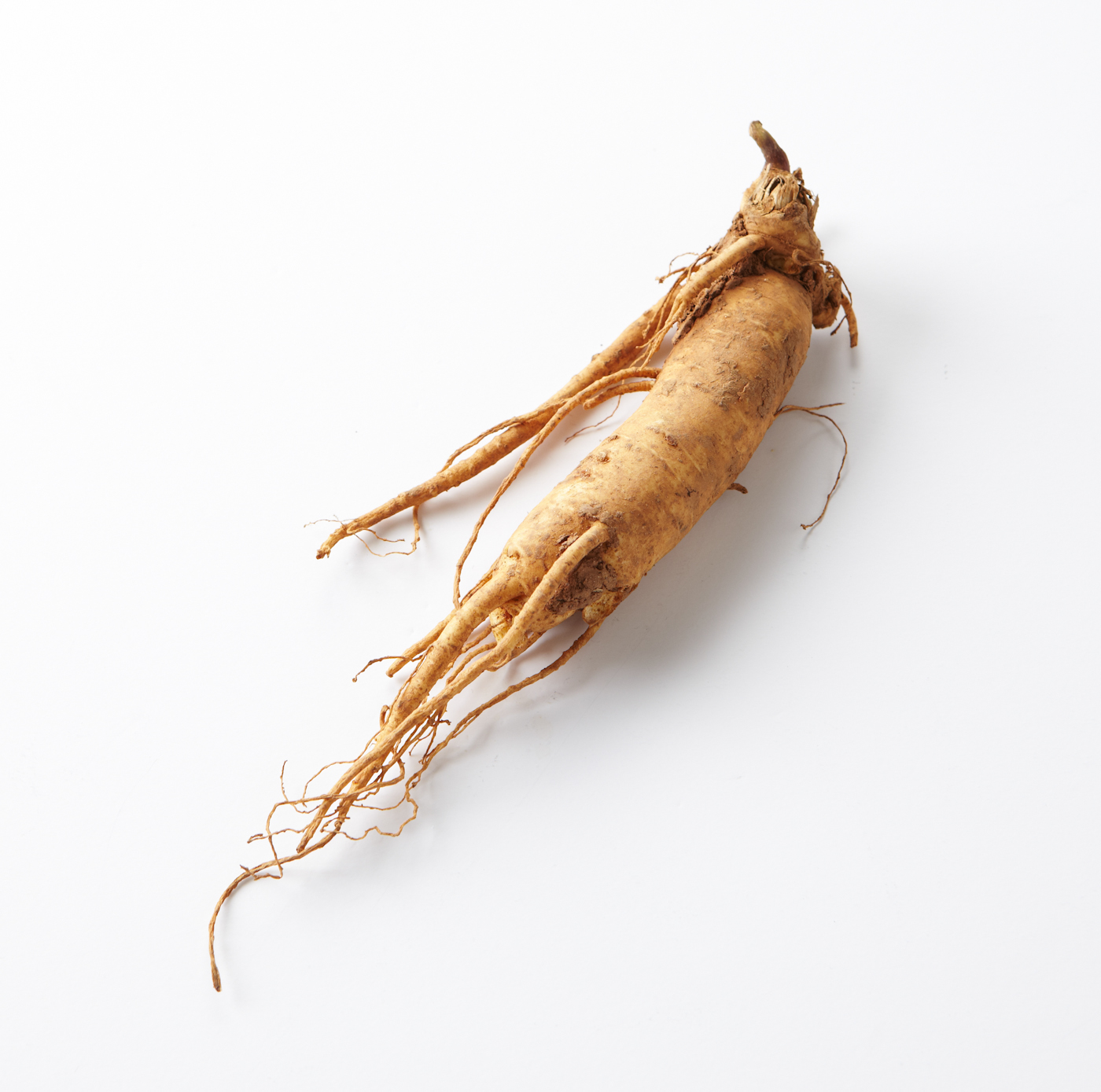
Nhân sâm

Nhiều nền văn hóa đã chuyển sang thực phẩm như một nguồn tăng ham muốn tình dục; tuy nhiên, nghiên cứu quan trọng là thiếu trong nghiên cứu về phẩm chất kích thích tình dục trong thực phẩm. Hầu hết các khiếu nại có thể được liên kết với hiệu ứng giả dược đã nói ở trên. Quan niệm sai lầm xoay quanh sự xuất hiện trực quan của những thực phẩm này liên quan đến cơ quan sinh dục nam và nữ (ví dụ, cà rốt, chuối, hàu, và tương tự). Những niềm tin khác nảy sinh từ suy nghĩ tiêu thụ bộ phận sinh dục động vật và hấp thụ tài sản của chúng (ví dụ, súp cá tuyết ở Jamaica hoặc Ballut ở Philippines). Câu chuyện về Aphrodite, người được sinh ra từ biển, là một lý do khác khiến các cá nhân tin rằng hải sản là một nguồn kích thích tình dục khác. Thực phẩm có chứa dầu dễ bay hơi ít được công nhận về khả năng cải thiện ham muốn tình dục, khoái cảm tình dục và/hoặc hành vi tình dục vì chúng là chất kích thích khi được tiết ra qua đường tiết niệu. Sô cô la đã được báo cáo để tăng ham muốn tình dục ở những phụ nữ tiêu thụ nó hơn những người không. Đinh hương và cây xô thơm đã được báo cáo để chứng minh phẩm chất kích thích tình dục nhưng tác dụng của chúng là   chưa được chỉ định.

#### Nhân sâm
Nhân sâm được nhóm trong chi Panax, bao gồm nhân sâm Trung Quốc. Cấu trúc hóa học của nhân sâm bao gồm ginsenosides và saponin glycosides. Có ba cách khác nhau để chế biến nhân sâm. Nhân sâm tươi được cắt ở bốn năm tăng trưởng, nhân sâm trắng được cắt ở bốn đến sáu năm tăng trưởng và nhân sâm đỏ được cắt, sấy khô và hấp trong sáu năm tăng trưởng. Hồng sâm đã được báo cáo là thuốc kích thích tình dục hiệu quả nhất trong ba loại. Tác dụng phụ được biết đến bao gồm khó chịu đường tiêu hóa nhẹ.

### Hóa chất tổng hợp

Phân tử thuốc lắc

Các chất phổ biến của các cuộc vui đã được người dùng báo cáo bao gồm các đặc tính kích thích tình dục vì tác dụng tăng cường của chúng với khoái cảm tình dục. Người sử dụng thuốc lắc đã báo cáo sự gia tăng ham muốn tình dục và khoái cảm tình dục; tuy nhiên, đã có báo cáo về sự chậm trễ trong cực khoái ở cả hai giới và những khó khăn về cương dương ở nam giới. Poppers, một loại thuốc hít, có liên quan đến tăng khoái cảm tình dục. Tác dụng phụ được biết đến là đau đầu, buồn nôn và khó khăn cương dương tạm thời.

#### Phenethylamines
Amphetamine và methamphetamine là các dẫn xuất phenethylamine được biết là làm tăng ham muốn và gây ra sự cương cứng thường xuyên hoặc kéo dài là tác dụng phụ tiềm ẩn, đặc biệt là ở liều siêu trị liệu cao, trong đó có thể xảy ra tình trạng hạ huyết áp tình dục và tăng sinh; tuy nhiên, ở một số người sử dụng các loại thuốc này, ham muốn tình dục bị giảm.

#### Testosterone
Libido ở nam giới có liên quan đến mức độ hormone giới tính, đặc biệt là testosterone. Khi giảm ham muốn tình dục xảy ra ở những người có nồng độ testosterone tương đối thấp, đặc biệt là ở phụ nữ mãn kinh hoặc nam giới trên 60 tuổi, bổ sung chế độ ăn uống có mục đích làm tăng nồng độ testosterone trong huyết thanh đã được sử dụng với mục đích tăng ham muốn, mặc dù còn hạn chế lợi ích. Điều trị lâu dài với testosterone uống tổng hợp có liên quan đến tăng nguy cơ mắc các bệnh tim mạch.

## Rủi ro khi dùng
Bằng chứng vững chắc là khó có được vì các chất này đến từ nhiều môi trường khác nhau và do đó ảnh hưởng đến kết quả do sự thay đổi trong quá trình tăng trưởng và chiết xuất của nó. Điều tương tự cũng đúng đối với các chất không tự nhiên vì sự thay đổi trong tiêu dùng và độ nhạy cảm cá nhân có thể ảnh hưởng đến kết quả. Y học dân gian và các phương pháp tự kê đơn có thể có hại vì tác dụng phụ không được biết đến đầy đủ và do đó không được biết đến cho những người tìm kiếm chủ đề này trên internet.